# L'ange de Nisida
L'ange de Nisida (El ángel de Nisida en español) es una ópera semiseria en cuatro actos con música de Gaetano Donizetti sobre un libreto de Alphonse Royer y Gustave Vaëz. 
Partes del libreto están consideradas análogas a las del libreto para Adelaide e Comingio de Giovanni Pacini, y la escena final se basa en la obra de François-Thomas-Marie de Baculard d'Arnaud Les Amants malheureux, ou le comte de Comminges. 
Donizetti trabajó en la ópera a finales del año 1839, figurando como terminada la labor en fecha 27 de diciembre de 1839. Debido a que el tema implicaba a la amante de un rey napolitano, y podía haber causado dificultades con los censores italianos, Donizetti decidió que la ópera debía representarse en Francia. La compañía teatral con la que contrató Donizetti, la Renaissance de París, quedó en bancarrota; L'ange nunca se interpretó y fue reelaborada como La favorite en septiembre de 1840.